# Slivnica pri Celju
Slivnica pri Celju este o localitate din comuna Šentjur, Slovenia, cu o populație de 116 locuitori.